# スティーヴン・グリーンブラット

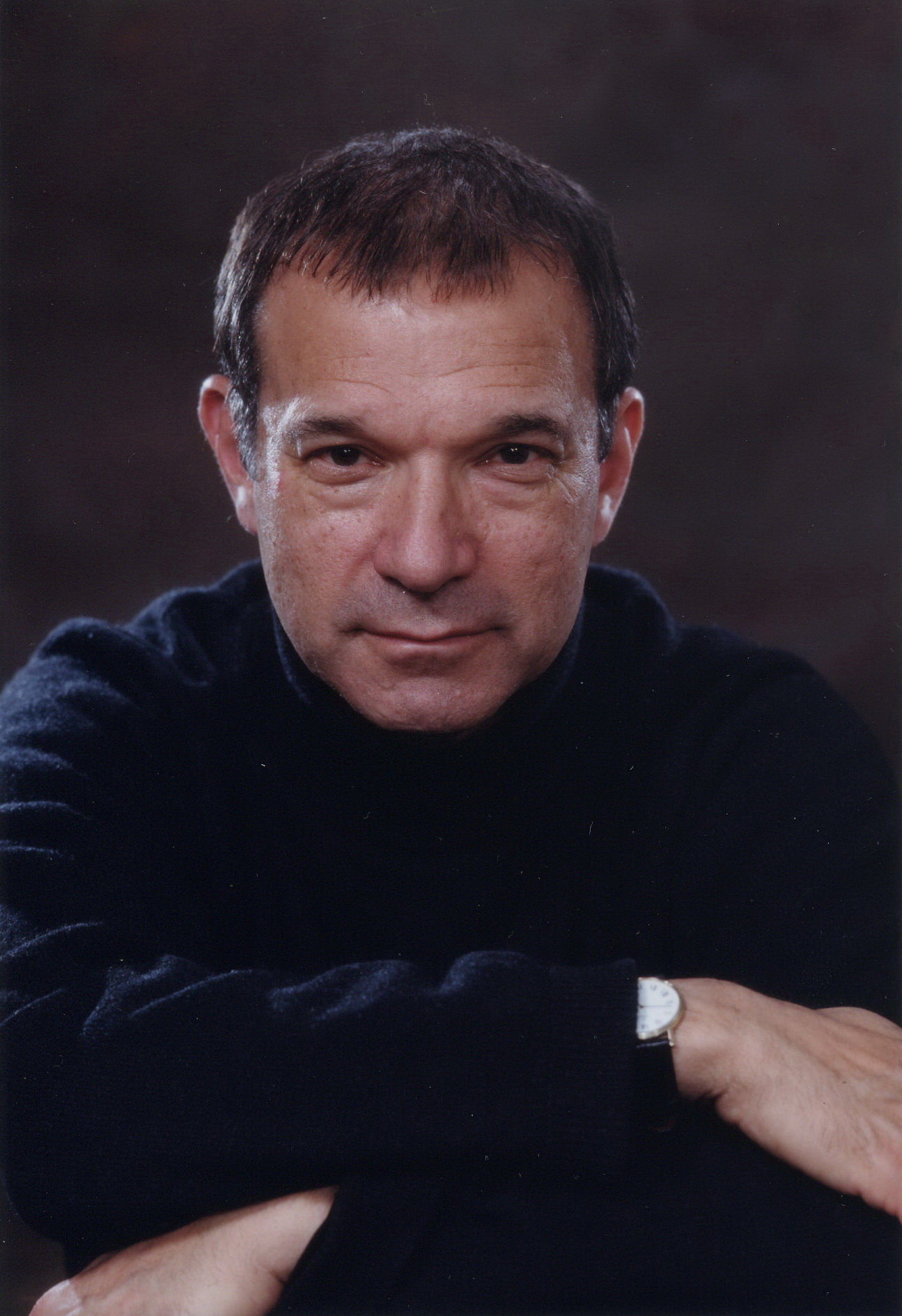
スティーヴン・グリーンブラット

スティーヴン・ジェイ・グリーンブラット（Stephen Jay Greenblatt、1943年11月7日 - ）は、アメリカ合衆国の文芸評論家、ハーバード大学教授。

## 人物像
新歴史主義の創始者の1人と、一般に認められている。新歴史主義はグリーンブラットがしばしば文化の詩学 "cultural poetics" と呼ぶ一連の批評的実践で、この用語を導入した1980年代初めから、その作品は影響力を持った。 グリーンブラットは新歴史主義、文化研究、ルネサンス研究、シェイクスピア研究に関する多くの作品を著し、これらの分野の専門家と考えられている。また、新歴史主義の活動の舞台となった学術誌「表象」（Representations）創刊メンバーの1人でもある。
ルネサンス期のポッジョ・ブラッチョリーニによるルクレティウス再発見の意義を論じた『一四一七年、その一冊がすべてを変えた』が高い評価を得た。
ドナルド・トランプの選挙後、スティーヴン・グリーンブラットは「暴君　シェイクスピアの政治学」(Tyranny: Shakespeare on Politics)というタイトルの本を書いた。この本はシェイクスピアの戯曲における複数の専制君主の政治心理学的分析を提供しているが、政治理論家Hansong Li（李汉松）によれば、専制政治がどのように発生するかという構造的な問題を指摘するのではなく、不満を表明している。

## 邦訳
- 『ルネサンスの自己成型　モアからシェイクスピアまで』（高田茂樹訳、みすず書房、1992年5月）
- 『悪口を習う　近代初期の文化論集』（磯山甚一訳、法政大学出版局、叢書・ウニベルシタス、1993年10月）
- 『驚異と占有　新世界の驚き』（荒木正純訳、みすず書房、1994年4月）
- （編著）『寓意と表象・再現』（船倉正憲訳、法政大学出版局、1994年）
- 『シェイクスピアにおける交渉　ルネサンス期イングランドにみられる社会的エネルギーの循環』（酒井正志訳、法政大学出版局、叢書・ウニベルシタス、1995年）
- 『シェイクスピアの驚異の成功物語』（河合祥一郎訳、白水社、2006年9月）
- 『一四一七年、その一冊がすべてを変えた』（河野純治訳、柏書房、2012年11月）
- 『シェイクスピアの自由』（高田茂樹訳、みすず書房、2013年10月）
- 『暴君　シェイクスピアの政治学』（河合祥一郎訳、岩波新書、2020年）

## 受賞歴
- 2011年 全米図書賞ノンフィクション部門
- 2012年 ピューリッツァー賞（一般ノンフィクション部門）
- 2016年 ホルベア賞